# آرتور ژورزورولکو
آرتور ژورزورولکو (اوکراینی: Артур Юрійович Загорулько؛ زادهٔ ۱۳ فوریهٔ ۱۹۹۳) بازیکن فوتبال اهل اوکراین است.
از باشگاه‌هایی که در آن بازی کرده‌است می‌توان به باشگاه فوتبال ماریوپول، باشگاه فوتبال شاختار دونتسک، و باشگاه فوتبال زوریا لوهانسک اشاره کرد.